# Vin d'épines
Pour les articles homonymes, voir épinette.
 (septembre 2017).
Si vous disposez d'ouvrages ou d'articles de référence ou si vous connaissez des sites web de qualité traitant du thème abordé ici, merci de compléter l'article en donnant les références utiles à sa vérifiabilité et en les liant à la section « Notes et références ».

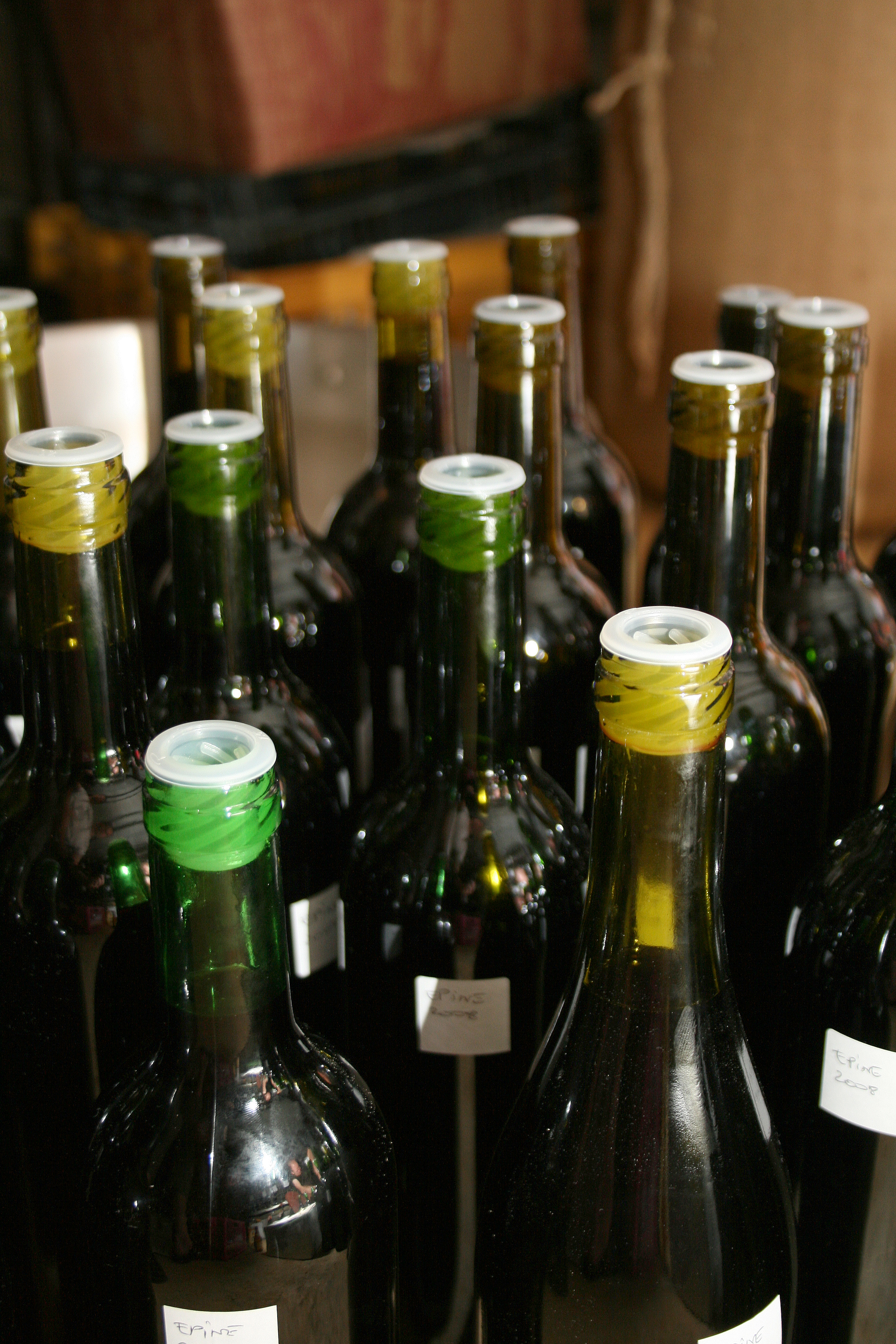
Vin d'épines.

Le vin d'épines est macérat de vin et d'un fruit rallongé d'eau de vie, aromatisé par des pousses de prunellier (« épines noires ») ou d'aubépine (« épines blanches ») se développant juste après la floraison de ces plantes, vers le mois de mai. Il se boit frais, en apéritif, en vin de dessert mais aussi en vin chaud. Son élaboration est similaire à celle du vermouth (macérat de vin et d'herbes amères,).

## Dénomination
Le vin d'épines est aussi connu sous les noms de troussepinette, « trousse-pinette », ou « trouspinette » (en Vendée et tout le Bas-Poitou), « pousse d'épines » ou simplement « épine » (en Anjou, Touraine et Haut-Poitou), « vin de bouchure » dans le Charolais, « épinette » (en Aunis et Saintonge), « broc » (en bordelais, où cela signifie « épine, buisson épineux » en gascon).

## Élaboration
Il existe une grande variété de recettes, transmises oralement par le passé, et variant d'une maison à l'autre, si bien qu'à part les ingrédients de base, il n'existe pas de mode unique d'élaboration. En effet, certaines recettes préconisent une macération préalable dans l'eau-de-vie, ou dans le vin et l'eau-de-vie mélangés. De même, certaines recettes parlent de poignées de jeunes rameaux (en vrac, donc), tandis que d'autres évoquent des pousses en faisceaux.
En résumé le vin d'épines est généralement produit par macération des pousses de prunellier ou d'aubépine dans un vin sucré pendant au moins deux semaines, auquel on ajoute de l'eau-de-vie en fin de macération. Le mélange est brassé régulièrement.

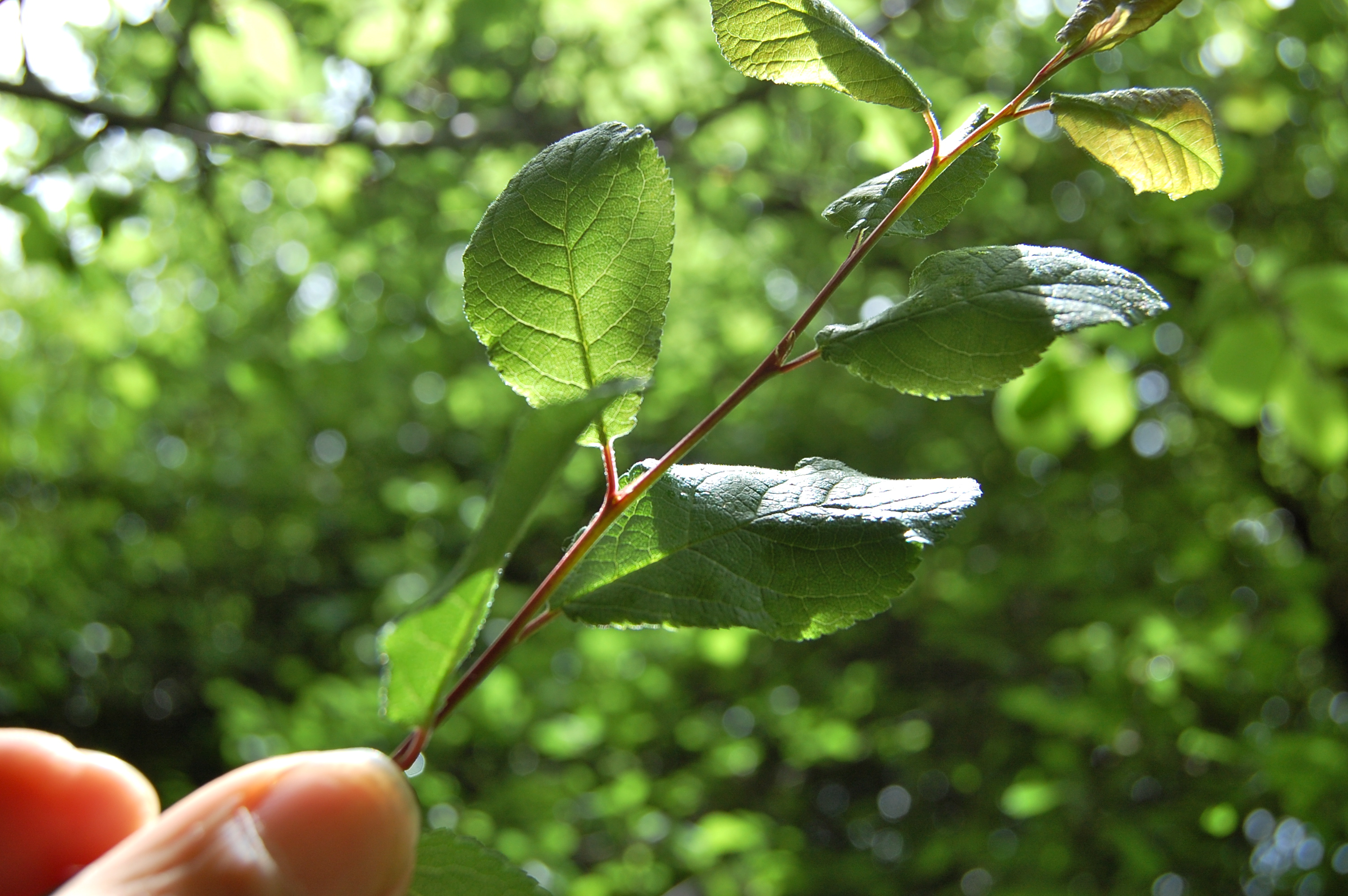
Pousse de prunelier noir, entrant dans la préparation du vin d'épines.

### Variantes
De nombreuses recettes mentionnent d'autres fruits mis à macérer comme de l'orange ou du citron, des épices comme la vanille, ou encore d'autres plantes locales.
On trouve en Vendée et Bas-Poitou en général des vins aromatisés appelés « troussepinette » (avec des orthographes variées) à différentes saveurs : divers fruits, fruits rouges, aux noix, aux feuilles de pêcher, etc. sans que l'épinette ne fasse partie des ingrédients.

### Recette de base
- Assemblez :
- par litre de vin : 30 à 200 g de jeunes pousses tendres de prunellier (épine noire) ou d'aubépine (aussi appelée épine blanche) (récolte en mai, pousse de trois à quatre centimètres)
- 4 à 5 litres de vin un peu corsé
- un litre d'eau-de-vie assez neutre (prune)
- 600 g de sucre (faire dissoudre dans le vin au préalable)

- Laisser macérer un mois (goûter régulièrement pour déterminer ce qui vous convient).
- Mélanger tous les deux jours environ.
- Filtrer (au bout d'un mois).
- Ensuite c'est au choix : mettre directement en bouteille ou conserver le liquide en fût pendant 1 à 6 mois (ou plus encore) dans un endroit à température stable (une cave par exemple) afin de développer les arômes avant mise en bouteille.

## Caractéristiques organoleptiques et gastronomie

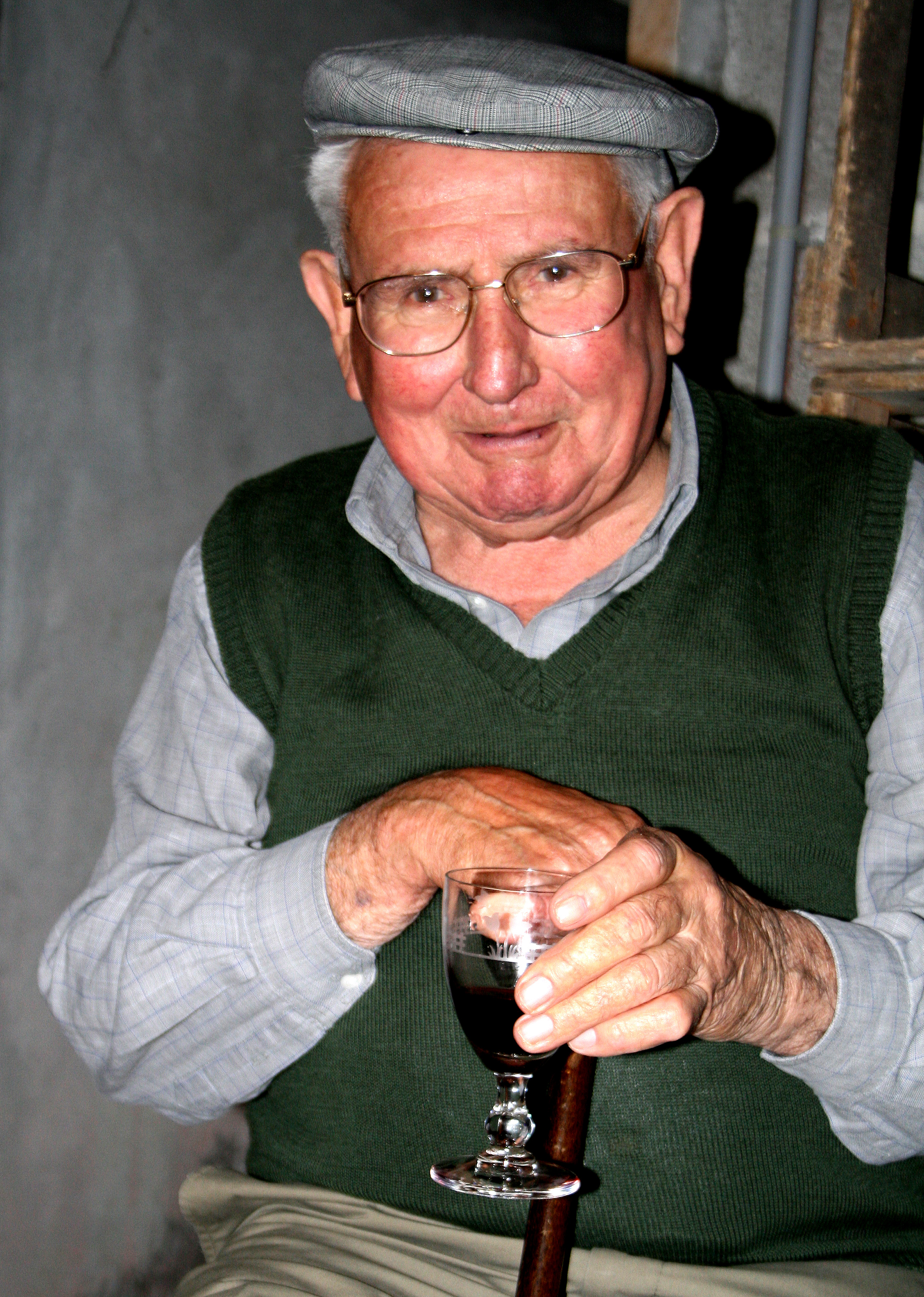
Dégustation de vin d'épines par le producteur.

Le vin d'épines est traditionnellement bu en tant qu'apéritif, frais (entre 7 et 9°) ou avec des glaçons, mais aussi à température ambiante. Trop froid, les arômes ont du mal à être perçus et l'alcool peut l'emporter ; trop chaud, le sucre peut prendre le dessus. Sauf exception — trop grande amertume ou trop de sucre à la fabrication — il n'est pas coupé d'eau. D'aucuns peuvent préférer le boire à température ambiante, notamment quand il ne fait pas trop chaud, ou pour le boire en vin de dessert. Il est une alternative au pineau des Charentes pour accompagner le melon, frais, l'été, mais également un vin de fin de repas à la manière du sherry, à température ambiante, au lieu d'un digestif plus alcoolisé. Il semble qu'un usage récent soit de l'utiliser comme vin chaud.
Le vin d'épines est apprécié pour ses arômes fruités qui étonnent le profane et réjouissent les amateurs : au-delà des arômes du vin utilisé comme base, cerise, cerise confite, prune, pruneau, pêche, vanille, fleurs de sureau sont les plus fréquemment cités. Il n'est ainsi pas rare qu'on y retrouve des parfums très marqués de fruits ou plantes n'entrant pas dans sa composition, ou que le buveur pense que des arômes artificiels y soient rajoutés.

## Sitographie avec exemples de recettes
- https://art-et-tonneaux.fr/blog/vin-aubepine-n20
- https://www.kiki-vendeen.com/la-recette-traditionnelle-du-vin-d-epine.php
- 